# Ходін Андрій Васильович
Андрій Васильович Ходін (1847–1905) — офтальмолог родом з м. Новочеркаська.

## Біографія
Після закінчення гімназії спочатку навчався в Харківському університеті, згодом — у Петербурзькій медико-хірургічній академії. Учень Е. А. Юнге- засновника першої в Російській імперії школи офтальмологів.
У 1873 захистив докторську дисертацію «Про точку обертання в очах з різною рефракцією». Два з половиною роки стажувався за кордоном, після чого у 1877 призначений асистентом очної клініки Михайлівської лікарні баронета Вільє.
З 1878 — приват-доцент офтальмології при академії. Від 1881 екстраординарний професор Київського Університету і завідувач очної клініки до 1903, у 1885 призначений ординарним професором.
Із 1881 до 1903 р. очолював кафедру офтальмології Київського університету, провівши значну реорганізацію навчального процесу. Зокрема офтальмологію почали викладати на IV і V курсах, студенти слухали 70 двогодинних лекцій, а також були кураторами хворих із обов'язковим подальшим захистом історій хвороб.
У 1904 Ходін захворів, помер у 1905.

## Наукова діяльність
Праці Ходіна присвячені питанням рефракції ока, світловідчування, фізіології очних м'язів, клініки очних хвороб.
Автор посібників із офтальмології: «Практична офтальмологія» (який з 1879 до 1899 витримав 5 видань), «Курс очних операцій» (Санкт-Петербург, 1881), «Офтальмоскопія та її застосування в офтальмології і загальній медицині» (Санкт-Петербург, 1880), «Про визначення симуляції сліпоти і слабкості зору». Ряд робіт Ходіна надруковано у «Военно-медицинском журнале», «Медицинском вестнике», «Враче». У 1884 році в Києві почав видавати приватний журнал «Вестник офтальмологии» (1884—1917). А. Ходін редагував журнал до 1904 р.
Також А. Ходін редагував «Дневник Шестого съезда Общества русских врачей в память Н. И. Пирогова». З'їзд працював у Києві 21–28 квітня 1896 р.
Професор А. В. Ходін вважається засновником Київської офтальмологічної школи, з якої вийшли професори та доценти А. Васютинський, О. Шимановський, М. Левитський, А. Румянцева, А. Холіна, Ю. Шевчук, І. Кореневич та ін.